# 锦屏一级水电站
锦屏一级电站位于中國四川省凉山彝族自治州盐源县和木里县境内，是雅砻江干流下游河段的控制性水库梯级电站，下距河口约358公里。
锦屏一级电站总装机容量3600MW，水库正常蓄水位1880米，总库容77.6亿立方米，调节库容49.1亿立方米。电站水坝为混凝土双曲拱坝，坝高305米，为世界第一高拱坝。建设总工期9年3个月，工程静态总投资183.7亿人民幣，总投资232.3亿人民幣。
锦屏一级电站是西部水电开发的重点项目，已经国家正式批准立项，计划2005年正式开工，2012年首台机组发电，2013年竣工。 
2006年12月4日，锦屏一级水电站成功实现截流。